# St. Pius (Berlin)

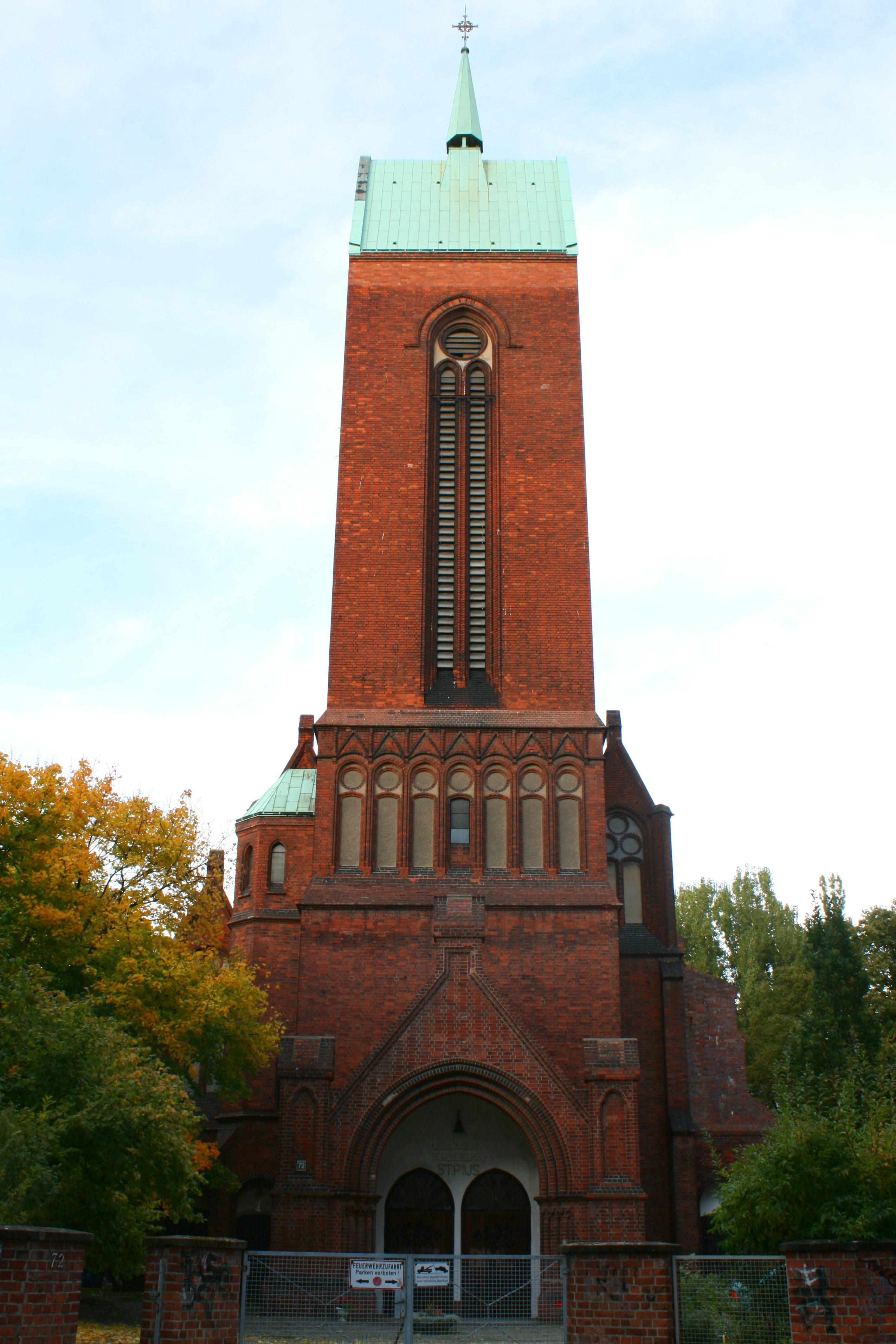
Die St. Pius-Kirche

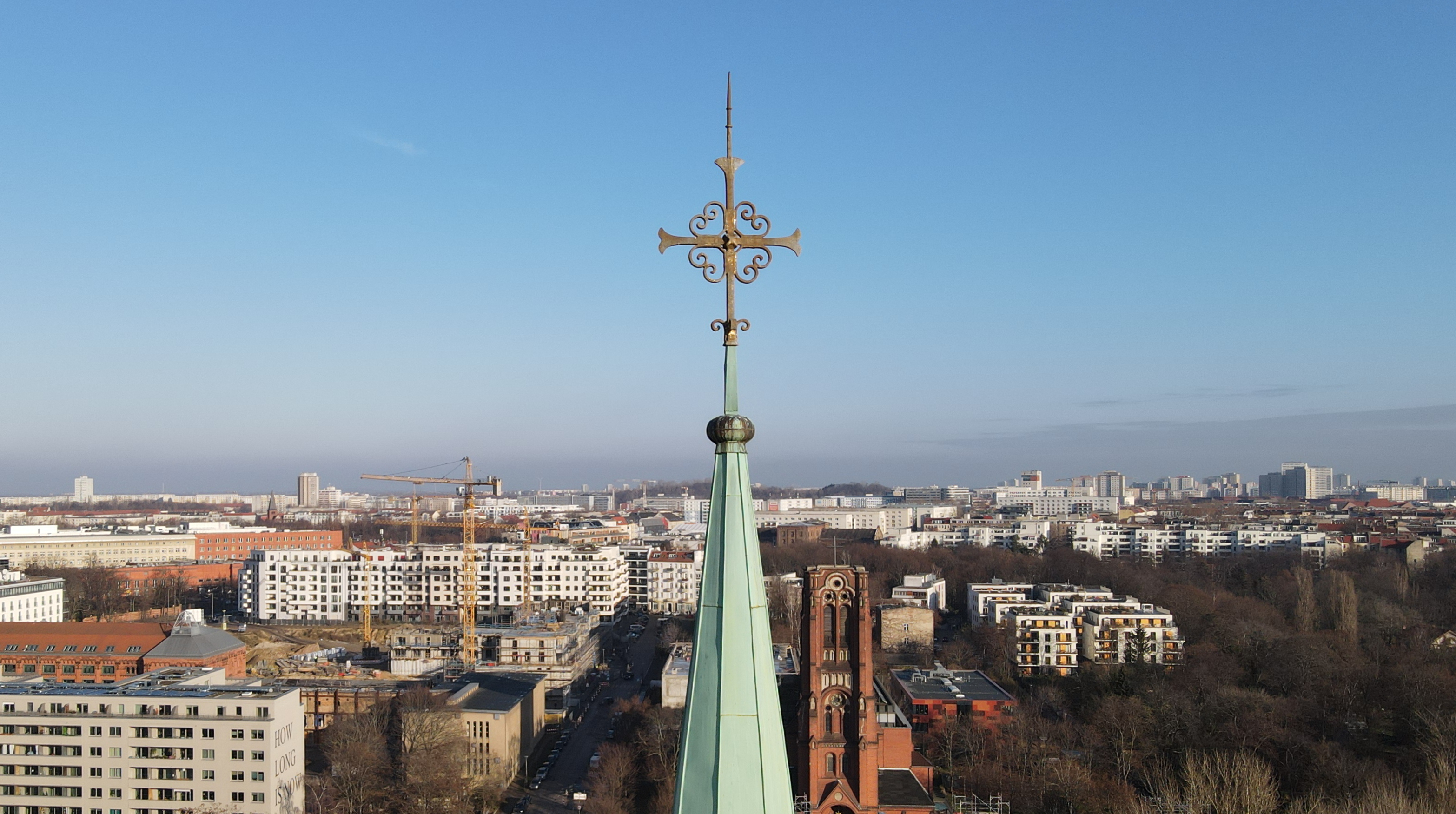
Turmkreuz aus Messing

Die St.-Pius-Kirche  in Berlin-Friedrichshain ist eine römisch-katholische Kirche, die nach Papst Pius V. benannt ist. Das 1889–1894 nach Entwürfen von Max Hasak erbaute Gebäude in der Palisadenstraße 73–74 steht heute unter Denkmalschutz. Die Gemeinde von St. Pius fusionierte 2003 mit der Gemeinde von St. Antonius zur Pfarrei St. Antonius, deren Pfarrkirche aber St. Pius ist. Pfarrer der Gemeinde, in der sich die Kirche befindet ist der 1983 zum Priester geweihte Domkapitular a. D. Hochwürden Winfried Onizazuk.

## Geschichte und Architektur

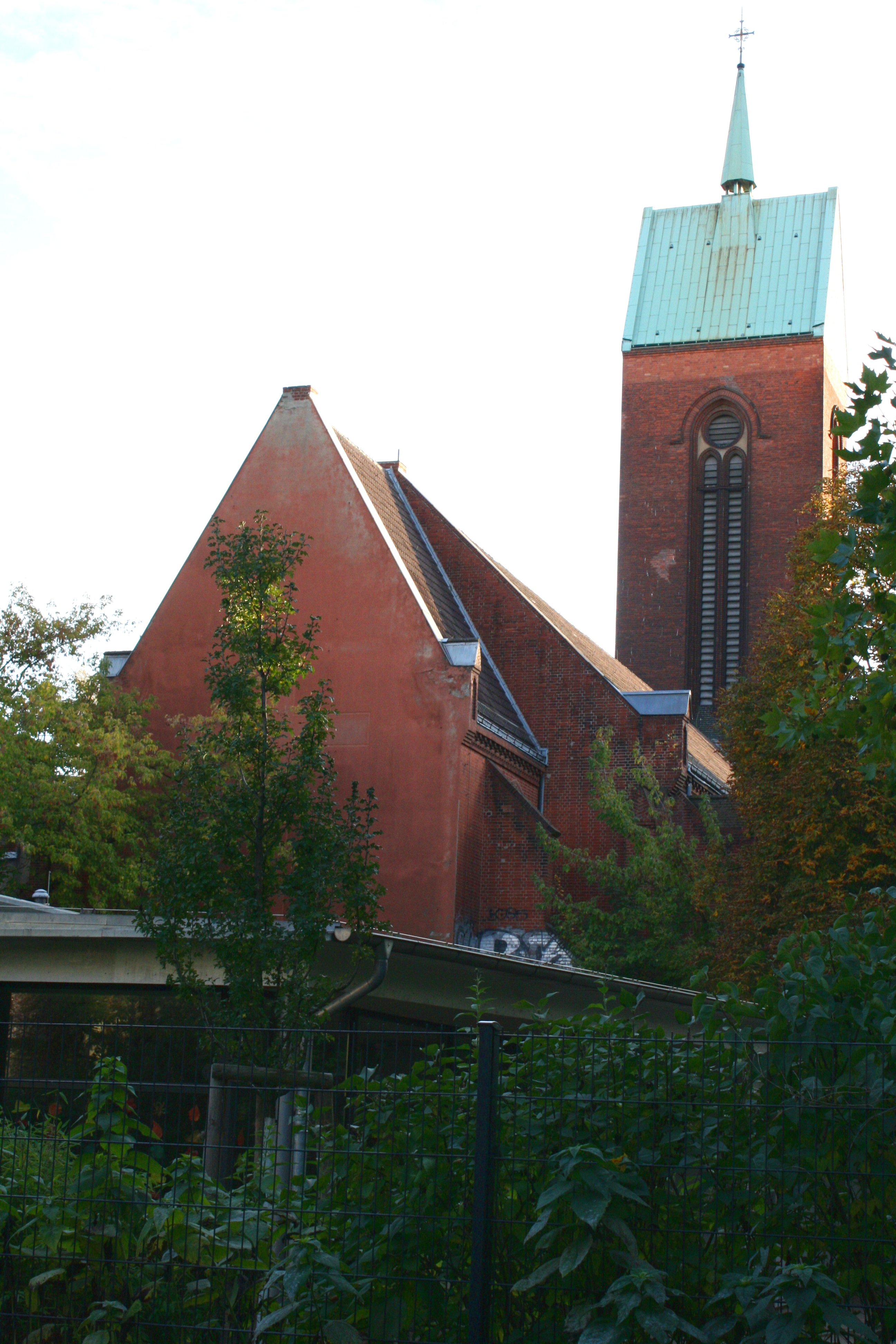
Die St. Pius-Kirche von Norden gesehen

In der zweiten Hälfte des 19. Jahrhunderts lebten in diesem Teil des heutigen Friedrichshain, dem sogenannten Frankfurter Viertel, viele aus den preußischen Ostprovinzen zugezogene Arbeiter, die katholischen Glaubens waren. 1873 errichtete die katholische Kirche das erste katholische Gotteshaus im Berliner Osten. Auf einem Hinterhof in der Palisadenstraße entstand die vergleichsweise kleine Pius-Kapelle in Fachwerkbauweise. Das Baugelände wurde zur Palisadenstraße mit zwei Etagenhäusern flankiert, die Mietseinnahmen für Bau und Unterhalt der geplanten Kirche liefern sollten. Daher ist der Bauplatz der Kirche von der Straße zurückgesetzt. Der Neubau der Kirche wurde von 1892 bis 1894 nach einem Entwurf des Regierungsbaumeisters Max Hasak ausgeführt, der seinerzeit in Berlin Architekt einer ganzen Reihe von katholischen Kirchgebäuden war. Der Bau der Kirche wurde um die alte Fachwerk-Kapelle herum errichtet, die erst abgerissen wurde, nachdem man im Westteil des Neubaus ab März 1894 die Messe halten konnte. Nach der St. Hedwigs-Kathedrale war St. Pius damit in Berlin die zweite katholische Gemeinde mit eigener Pfarrkirche und selbständigen Gemeinderechten.
Die Kirche wurde 1908 ausgestattet mit einer Orgel von Anton Feith, dem Nachfolger der Firma Eggert in Paderborn. Die Orgel besaß drei Manuale und 38 Register.

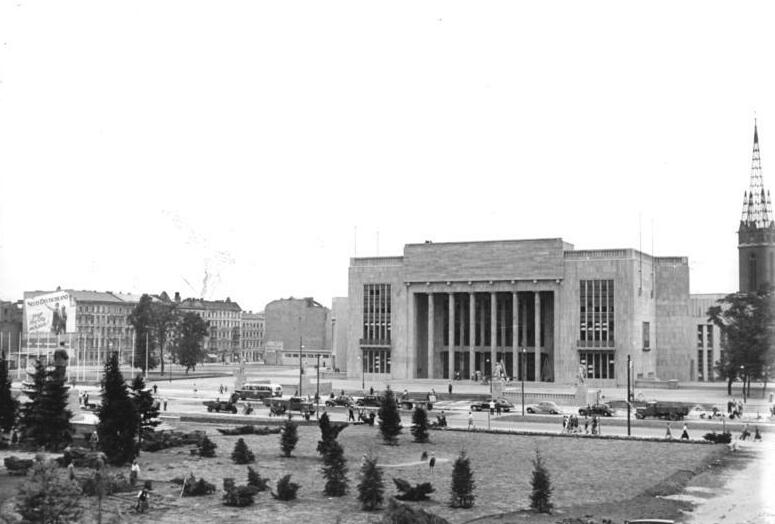
Deutsche Sporthalle mit der Turmruine der Piuskirche 1951

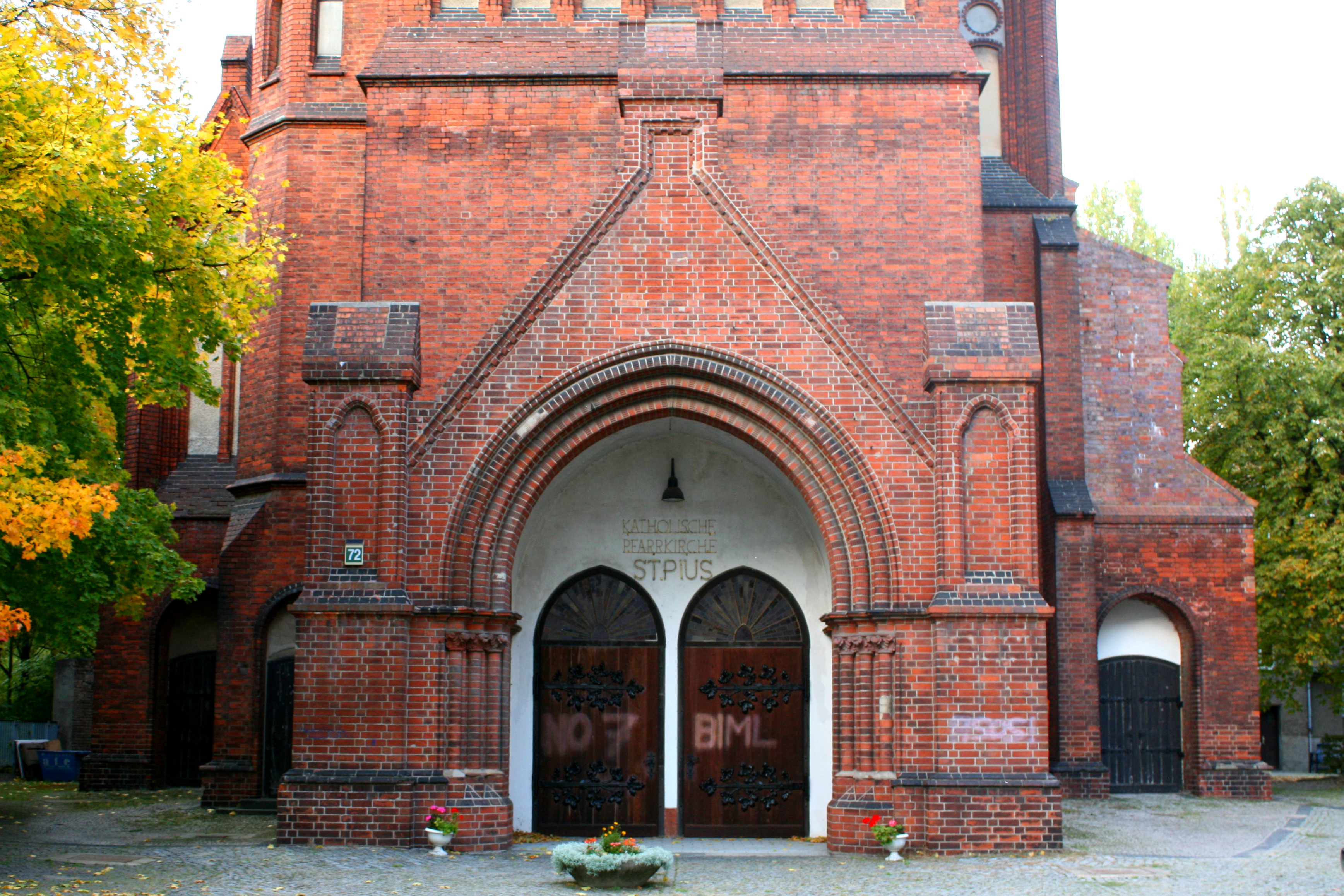
Der Eingangsbereich der St. Pius-Kirche

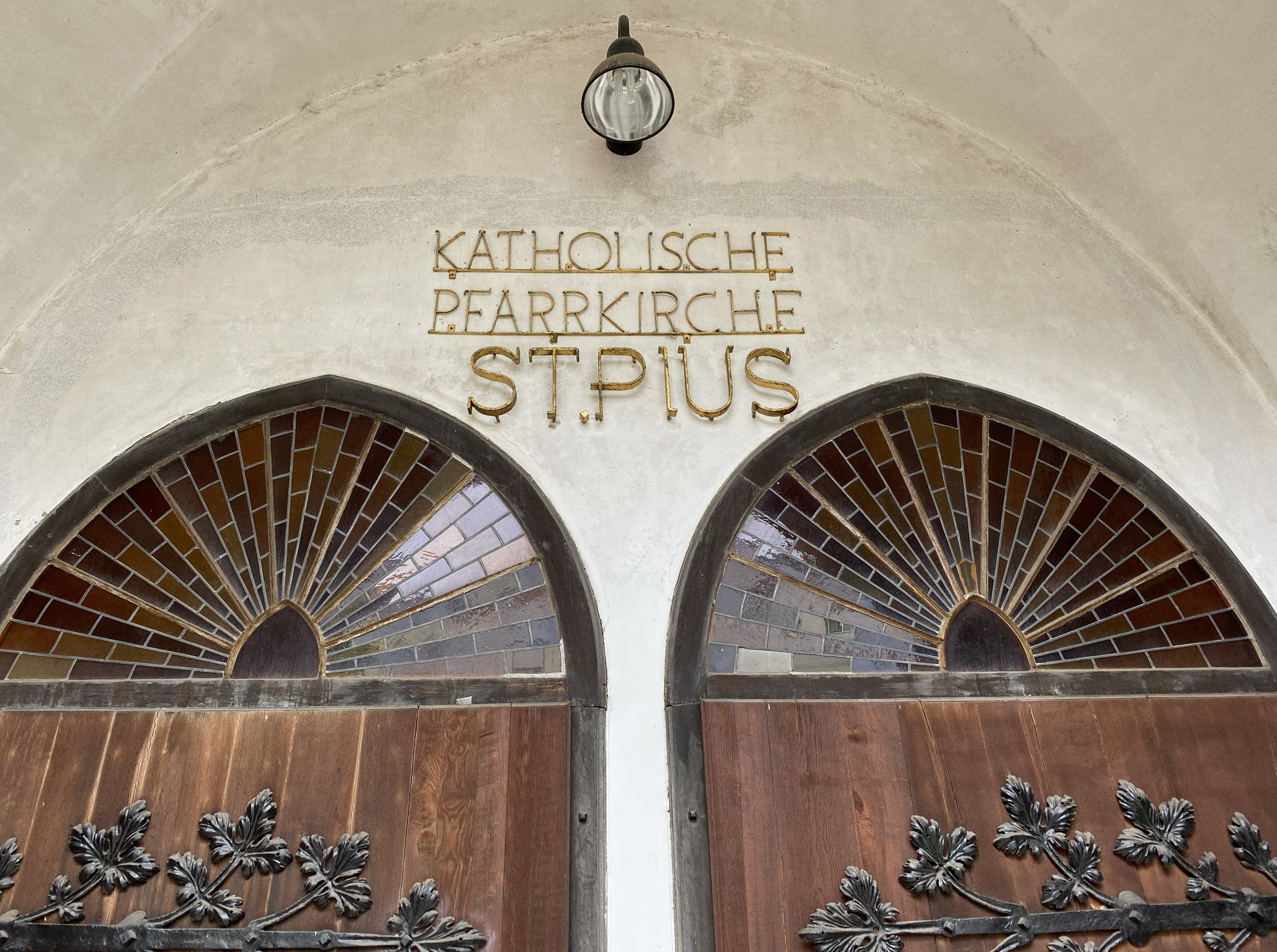
Zeigt den Ikonischen Schriftzug in egyptienner oder serifenverstärkten Schrift in gegossenem Messing

Im Zweiten Weltkrieg wurde der ursprünglich 86 m (oder 96 m?) hohe Turm der Kirche beschädigt. Bei den Luftangriffen war er ausgebrannt. Statt einer Reparatur wurde die Gemeinde genötigt, den Turm auf 61 m abtragen zu lassen. So wurde erreicht, dass der Turm der Kirche nicht in das Straßenbild der „sozialistischen Stalinallee“ kam. Insbesondere sollte der Kirchenbau nicht die Deutsche Sporthalle überragen. Der DDR-Architekt Hermann Henselmann wählte dazu 1961 aus drei vom Kirchenvorstand vorgelegten Turm-Entwürfen die heute sichtbare Variante aus, einen quersitzenden Sattel mit Dachreiter. Der neue Turm ist nur noch 66 Meter hoch.

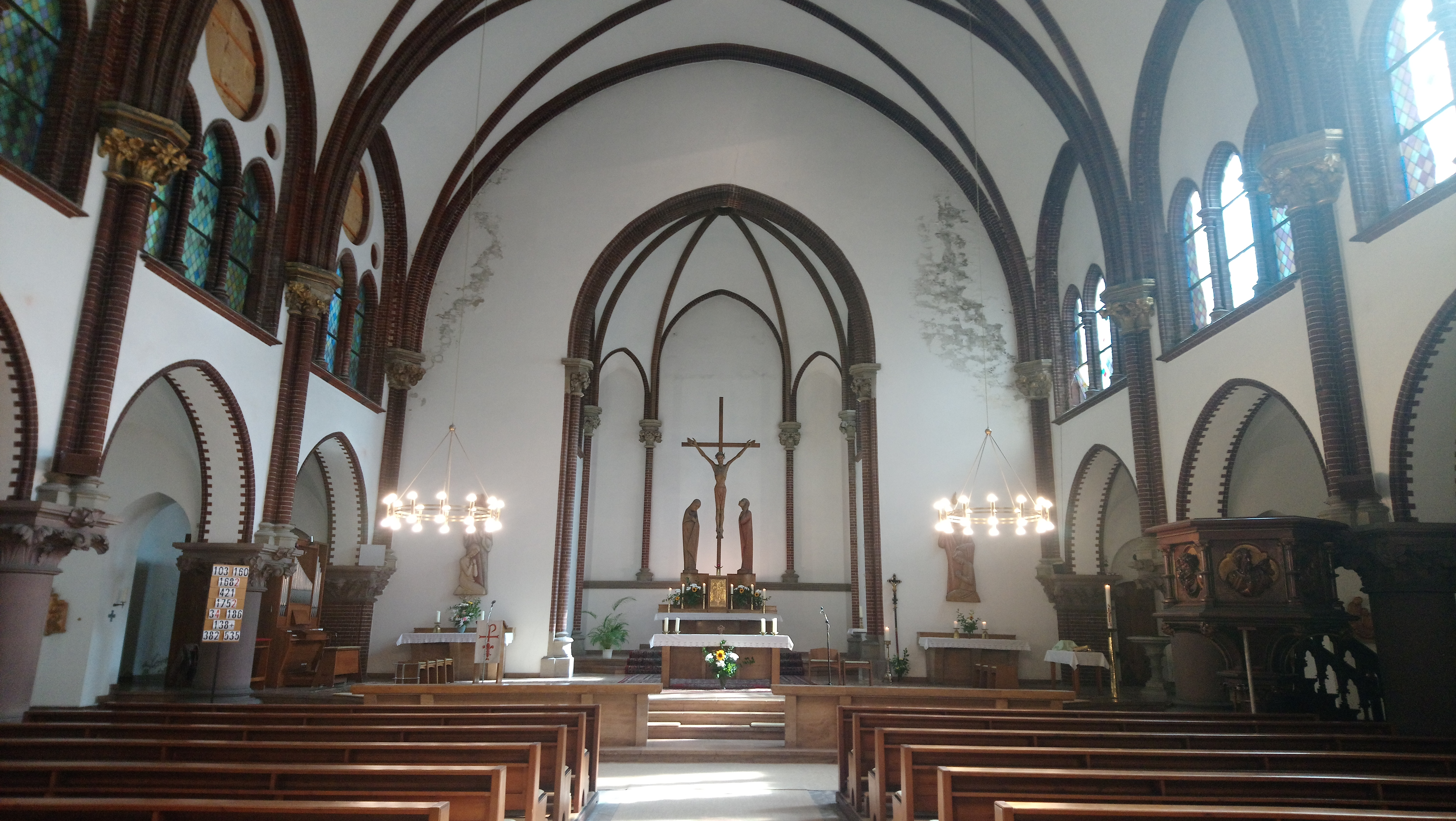
Chorraum

Die heutige Orgel mit 2 Manualen, einem Pedal und 10 Registern wurde 1964 von der Alexander Schuke Potsdam Orgelbau gebaut.
Die Kirche gehört heute zum Gemeindegebiet von Sankt Antonius in der Pfarrei Sankt Mauritius Berlin – Lichtenberg-Friedrichshain.

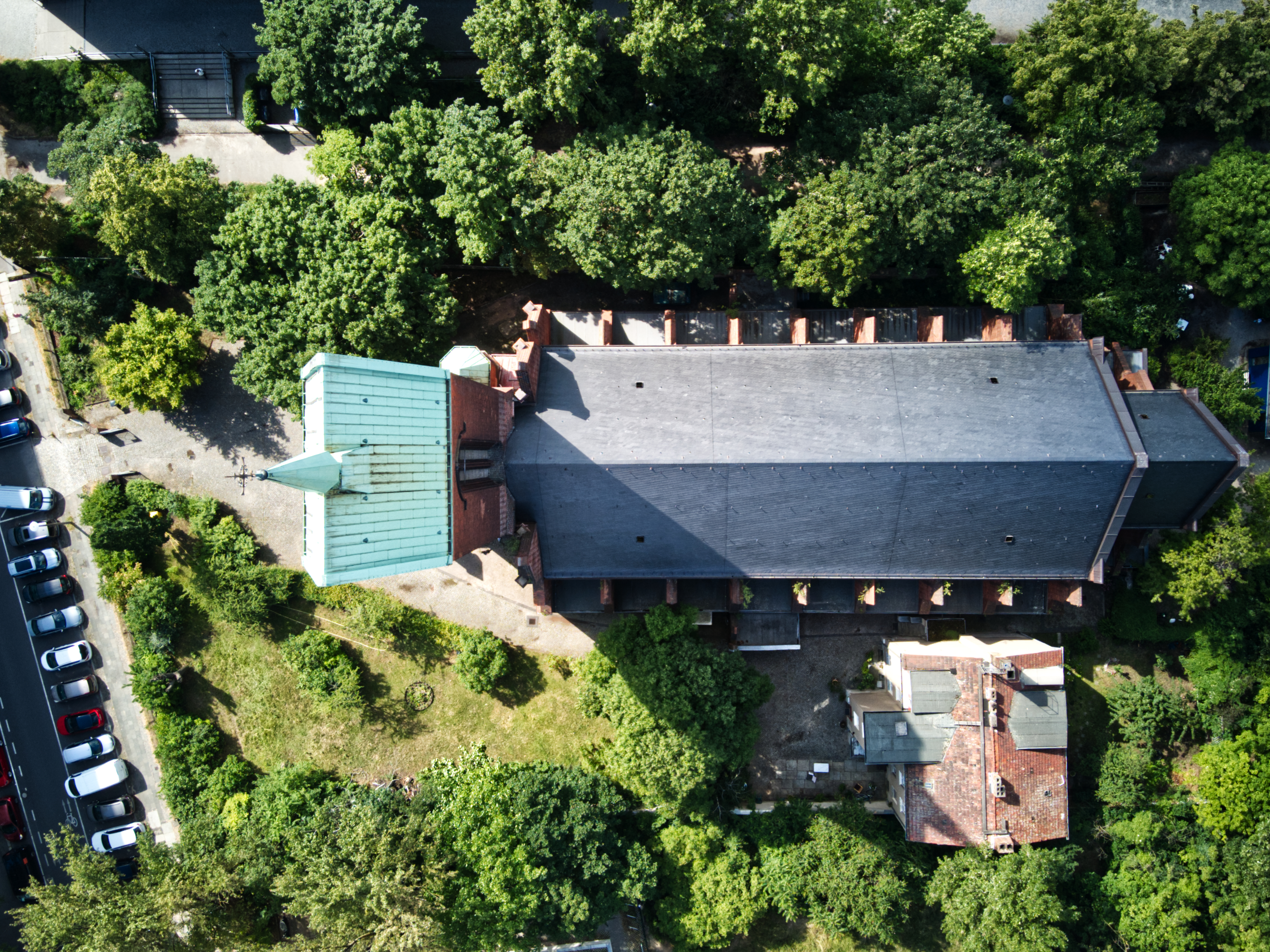
St.-Pius-Kirche in Berlin-Friedrichshain von oben, links Palisadenstraße

## Trivia
Die Kirchenszenen der Folge „Und vergib Ihnen ihre Schuld“ der Fernsehserie Ein starkes Team wurden in der Kirche Sankt Pius gedreht.